# Шаман (озеро, Таймырский Долгано-Ненецкий район)
Шама́н — пресноводное озеро на севере Красноярского края России, располагается  в центральной части Северо-Сибирской низменности, восточнее возвышенности Камень-Хэрбэй, западнее озера Лабаз, в левобережье реки Тундровая.
Зеркало озера расположено на высоте 38 метров над уровнем моря. Площадь озера — 25,3 км². Площадь водосбора составляет 49,4 км². Имеет округлую форму, длина около 6,3 км, максимальная ширина в центральной части — 6 км.
В озеро впадают ручьи, вытекающие из некрупных окружающих озёр. На юге вытекает протока без названия, впадающая в реку Тундровую, относящуюся к бассейну Пясины. Берега в основном низкие, местами заболоченные, покрытые тундрово-болотной растительностью, но участками встречаются обрывы высотой до 21 м). Берега сложены термокарстовыми породами.